# Dependiente de gasolinera
Un dependiente de gasolinera o encargado (también llamado coloquialmente gasolinero o pistero) es un trabajador de una estación de servicio que puede realizar diversas labores, como atender en la tienda, repostar vehículos o aceptar pagos. Además de esas tareas, también pueden ocuparse de asistir al rellenado de combustible de los surtidores, limpiar los parabrisas de los clientes, comprobar los niveles de aceite y anticongelante de los vehículos y realizar diversas labores de mantenimiento en caso de que el establecimiento ofrezca dichos servicios. Antes de que existieran los vehículos con motores asistidos por motor de arranque, estos dependientes también se encargaban de arrancar los motores de los vehículos girando manualmente el cigüeñal con una manivela.

## Historia
Las primeras estaciones de servicio generalmente estaban ubicadas en tiendas generales, donde la gasolina se colocaba en cubos y se abastecían los vehículos mediante embudos. Algunas de ellas contaban con bombas de líquido manuales, las cuales utilizaba un dependiente.

### Etapa de decadencia
En la década de 1970, se vivieron dos etapas de escasez de gasolina (1973 y 1979) en los que se encareció el combustible. Esto provocó el cierre permanente de muchas estaciones de servicio, haciendo que muchas de ellas, para poder permanecer, prescindieran del uso de dependientes y recortasen los servicios ofrecidos a sus clientes.

### Estado actual
Hoy en día, en la mayoría de los países occidentales, las estaciones de servicio suelen tener encargados si cuentan con tienda comercial. Pero aquellas que son únicamente gasolinera suelen estar automatizadas mediante autopago y carecer de personal, considerándose algo nostálgico la presencia de dependientes. Excepto en pueblos rurales, donde puede estar presente la figura del trabajador como dependiente de gasolineras locales.

#### Brasil
En Brasil, el autoservicio de llenado de combustible es ilegal, debido a una ley federal promulgada en el año 2000. El proyecto de ley fue propuesto por el legislador Aldo Rebelo, quien afirma que salvó 300 000 puestos de trabajo de encargados de gasolineras de todo el país.

#### Sudáfrica
En Sudáfrica, el autoservicio de llenado de combustible es ilegal. El motivo principal se justifica en la pérdida de empleos y el peligro de que los conductores abandonen su automóvil.